# Wien Erzherzog-Karl-Straße
Wien Erzherzog-Karl-Straße (niem.: Haltestelle Wien Erzherzog-Karl-Straße) – przystanek kolejowy w Wiedniu, w Austrii. Znajduje się w dzielnicy Donaustadt. Położony jest na rozwidleniu dwóch linii kolejowych Marchegger Ostbahn i Laaer Ostbahn. Zatrzymują się tutaj pociągi S-Bahn linii S80.

## Transport publiczny
| Linia | Trasa |
| ----- | --- |
| ÖBB   | pociągi regionalne do Wien Hauptbahnhof, Raasdorf, Marchegg |
| S80   | (Unterpurkersdorf – Wien Weidlingau – Wien Hadersdorf – Wien Wolf in der Au –) Wien Hütteldorf – Wien Speising – Wien Meidling – Wien Matzleinsdorfer Platz – Wien Hauptbahnhof – Wien Simmering – Wien Stadlau – Wien Erzherzog-Karl-Straße |
| 25    | Floridsdorf – Kagran – Erzherzog-Karl-Straße – Donauspital – Aspern, Oberdorfstraße |
| 26A   | Kagran – Erzherzog-Karl-Straße – Eßling Schule – Groß-Enzersdorf |
| 86A   | Breitenleer Str., Arnikaweg – Süßenbrunner Str./Oberfeldgasse – Erzherzog-Karl-Straße (tylko w tym kierunku) – Stadlau |
| 87A   | Hermann-Gebauer-Straße – Gewerbepark Stadlau – Erzherzog-Karl-Straße (tylko w tym kierunku) – Stadlau |
| 94A   | Kagran – Steigenteschgasse – Erzherzog-Karl-Straße (tylko w tym kierunku) – Stadlau |
| 95A   | Aspern Nord – Prinzgasse – Hirschstetten Ort – Erzherzog-Karl-Straße – Donauspital – Großer Biberhaufen |
| 96A   | Schillwasserweg – Hardeggasse – Erzherzog-Karl-Straße |
| N26   | Kagran – Erzherzog-Karl-Straße – Eßling Schule – Eßling, Stadtgrenze |

## Linie kolejowe
- Linia Marchegger Ostbahn
- Linia Laaer Ostbahn